# جيف داير
جيف داير (بالإنجليزية: Geoff Dyer)‏ هو كاتب وصحفي ومؤلف بريطاني، ولد في 5 يونيو 1958 في شلتنهام في المملكة المتحدة.

## وصلات خارجية
- الموقع الرسمي
- جيف داير على موقع IMDb (الإنجليزية)
- جيف داير على موقع ميوزك برينز (الإنجليزية)